# Corpus Scriptorum Christianorum Orientalium

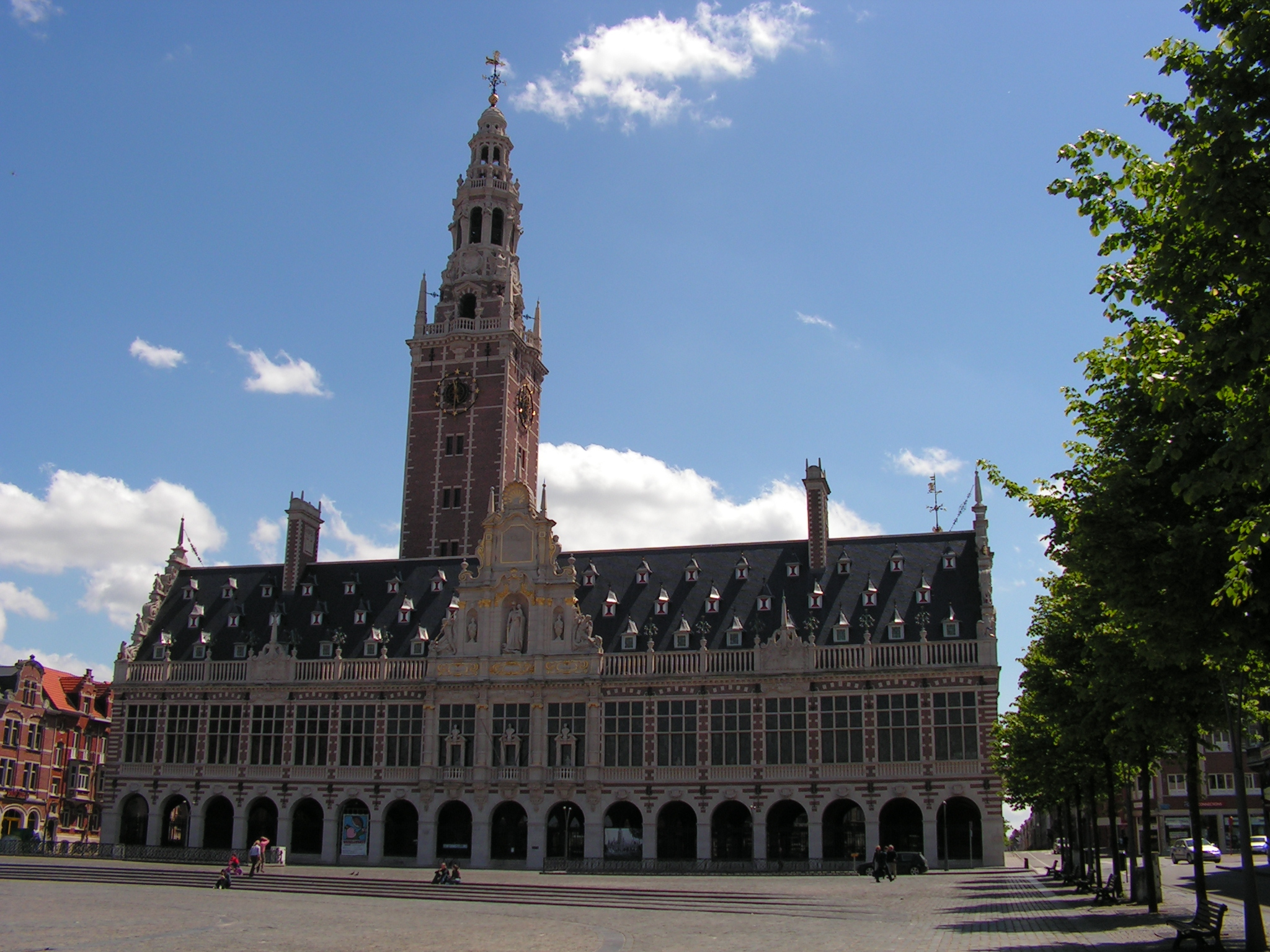
Bibliothek der Katholischen Universität Löwen/Leuven/Louvain

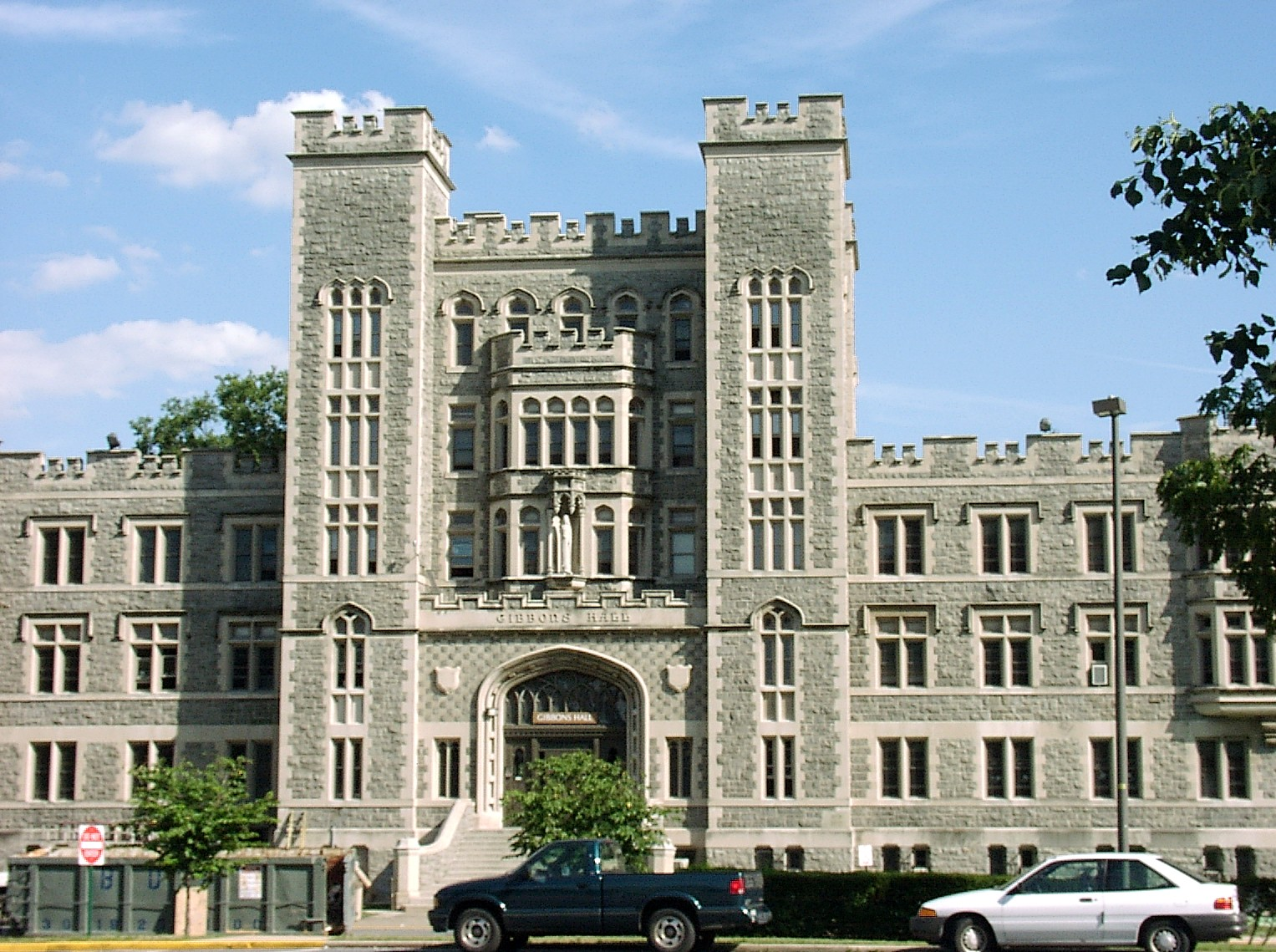
Gibbons Hall der Katholischen Universität von Amerika in Washington, D.C.

Das Corpus Scriptorum Christianorum Orientalium (Abk. CSCO) ist eine mehrsprachige Sammlung literarischer Texte des Christlichen Orients.

## Geschichte
Die Buchreihe wurde 1903 von dem katholischen französischen Orientalisten Jean-Baptiste Chabot (1860–1948) mit dem Ziel der Verbreitung der Texte der östlichen Kirchenväter gegründet; in Zusammenarbeit mit vier weiteren Orientalisten: Bernard Carra de Vaux (vom Institut Catholique de Paris), Louis Cheikhô (von der Universität Sankt Joseph in Beirut), Ignazio Guidi (Universität La Sapienza in Rom) und Henry Hyvernat (Katholische Universität von Amerika (CUA) in Washington, D.C., USA). Jeder Originaltext wurde von einer moderneren Übersetzung begleitet. Die ersten Bücher wurden von den Éditions Poussielgue veröffentlicht, spätere vom Verlag Otto Harrassowitz in Leipzig. Heute erscheinen die Bücher im Verlag Peeters in Leuven.
Seit 1912 ist die Veröffentlichung der Bücher auf den Rat von Henry Hyvernat der Katholischen Universität Leuven/Louvain/Löwen (Belgien) und der Katholischen Universität von Amerika (CUA) anvertraut. Aktueller chief editor ist Andrea Schmidt am Francqui-Lehrstuhl der Université catholique de Louvain (Ottignies-Louvain-la-Neuve, Belgien).
Seit der Gründung wurden über 650 Bände veröffentlicht, die sich alle noch im regulären Handel befinden. Eines ihres wichtigen Merkmale ist, dass diese Publikationen von wenigen Ausnahmen abgesehen in einem Band eine kritische Ausgabe der Originaltexte enthalten und in einem zweiten Band die Übersetzung.

## Untergliederung
Im gesamten Korpus haben die meisten der Bände syrische Autoren, andere sind in den Sprachen Altäthiopisch, Arabisch, Altäthiopisch, Koptisch und Georgisch veröffentlicht. Es befinden sich auch mehr als hundert Monographien darunter.
Die Reihe ist untergliedert in:
- Scriptores Aethiopici
- Scriptores Arabici
- Scriptores Armeniaci
- Scriptores Coptici
- Scriptores Iberici
- Scriptores Syri
- Subsidia